# 馮紐曼熵
量子統計力學中，馮紐曼熵（英語：von Neumann entropy）是經典體系吉布士熵概念的拓展延伸。體系的馮紐曼熵为
{\displaystyle S{\dot {=}}-\mathrm {Tr} (\rho \ln \rho ),}
其中Tr表示求跡，{\displaystyle \rho }是體系的密度矩陣。
運用密度矩陣的本徵態向量分解表示
{\displaystyle \rho =\sum _{i}w_{i}|\psi _{i}\rangle \langle \psi _{i}|,}
可以得到：
{\displaystyle S=-\sum _{i}w_{i}\ln w_{i}.}

## 性質
馮紐曼熵有下列性質：
- {\displaystyle S=0\iff \rho }代表純態；
- {\displaystyle S=S_{\max }=\ln N\iff \rho }代表最大混合態，就是所有的{\displaystyle w_{i}}都等於{\displaystyle N^{-1}}，其中{\displaystyle N}是希爾伯特空間的維數；
- 對密度矩陣作酉變換，{\displaystyle S}不變。
- 馮紐曼熵是密度矩陣的上凸函數：

{\displaystyle S{\bigg (}\sum _{i=1}^{k}\lambda _{i}\,\rho _{i}{\bigg )}\,\geq \,\sum _{i=1}^{k}\lambda _{i}\,S(\rho _{i}),\qquad \forall \lambda _{i}\geq 0,\sum _{i}\lambda _{i}=1;}
- 馮紐曼熵對獨立體系有加和性，就是：如果{\displaystyle A}和{\displaystyle B}是兩個獨立的體系，这样

{\displaystyle S(\rho _{A}\otimes \rho _{B})=S(\rho _{A})+S(\rho _{B}).}